# Skulpturenpark Waldfrieden

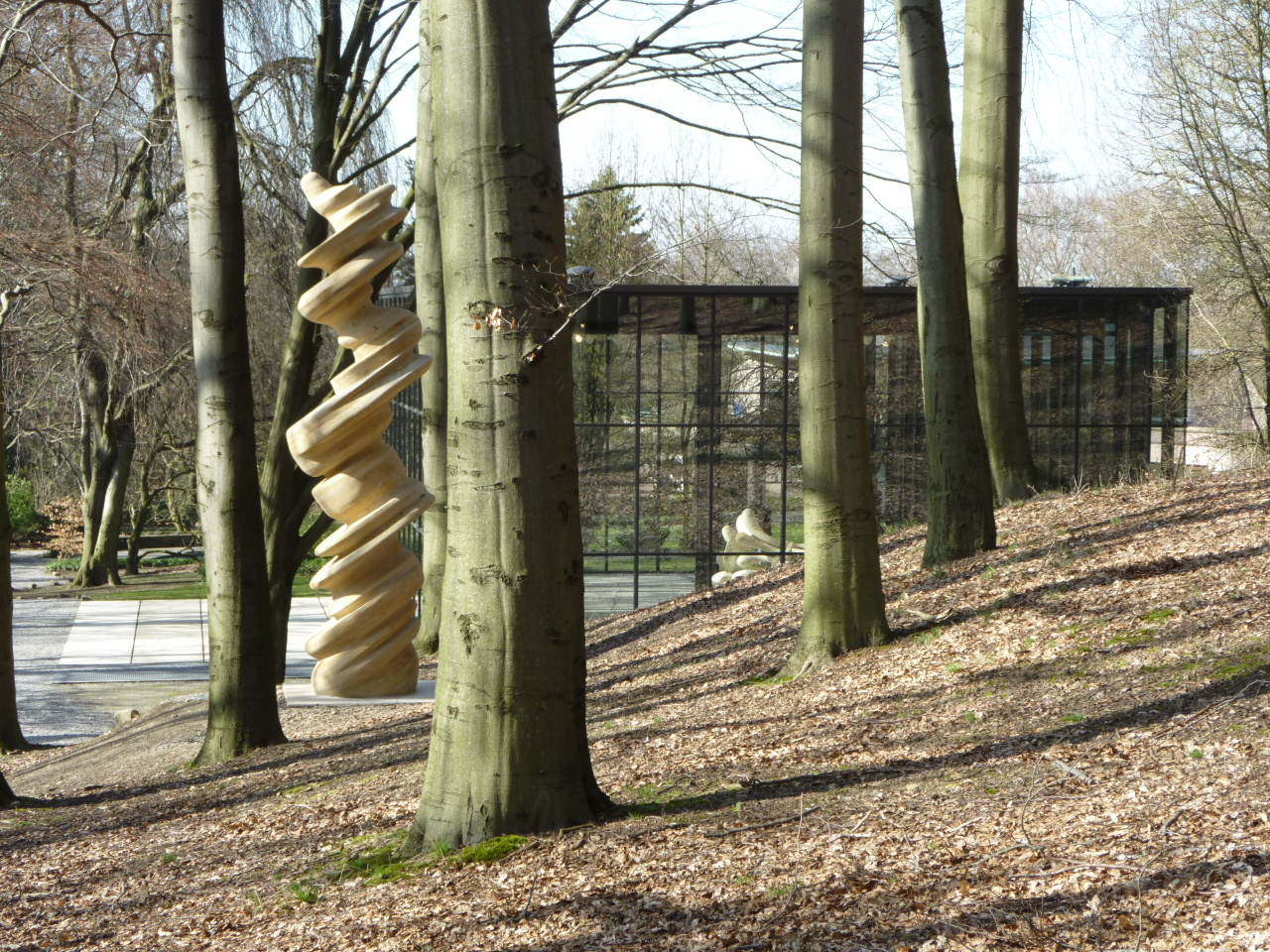
Tony Cragg: „Dancing Column“
(Seeberger Sandstein, 2008);
im Hintergrund die Ausstellungshalle Glass cube

Der Skulpturenpark Waldfrieden ist ein Skulpturenpark des englischen Bildhauers Tony Cragg (* 1949) in Wuppertal, in dem auch zahlreiche Skulpturen anderer bekannter Künstler, teilweise als Leihgaben, gezeigt werden. Betrieben wird die als privates Museum geführte Einrichtung von einer seit 2005 bestehenden gemeinnützigen Stiftung, der Cragg Foundation.

## Lage und Beschreibung des Geländes
Der eine Fläche von 14 Hektar umfassende Park liegt im Barmer Ortsteil Hesselnberg. Namensgeberin des heutigen Geländes ist die Villa Waldfrieden bzw. „Villa Herberts“, der ehemalige Wohnsitz des Chemieunternehmers Kurt Herberts, der dort von Ende der 1940er bis zu seinem Tod im Jahr 1989 lebte. Gartenarchitektur und Wegeführung orientieren sich an den Plänen, die der Architekt Franz Krause zeitgleich mit dem Bau der Villa für Herberts entworfen hatte. Es handelt sich um einen von der Baumart Rotbuche dominierten Laubmischwald mit über fünfzig weiteren Baum- und Straucharten. Hierunter befinden sich unter anderem Eiben, Stechpalmen, Berg-Ahorne, Eschen, Lärchen und Douglasien. Neben bereits vorhandenen Sichtachsen sind zur Präsentation der Exponate seit 2006 neue geschaffen wurden.
Das Gelände erstreckt sich ausgehend von einer Serpentinenstraße über einen Teil des Waldgebiets Christbusch. Über das Areal verteilt befinden sich außer der Villa drei Ausstellungshallen unterschiedlichen Alters sowie das Ausflugslokal Café Podest.
Die rund 40 Skulpturen im Außenbereich sind so aufgestellt, dass der Betrachter einen freien Blick auf das jeweilige Kunstwerk hat. Darüber hinaus sind sie nach Möglichkeit so räumlich voneinander getrennt, dass sie unabhängig wirken können.

## Entstehung und Entwicklung

### Erwerb und Herrichtung des Geländes
Im Jahr 2006 erwarb Tony Cragg den nach dem Tod Herberts’ zwischenzeitlich verwilderten Park mit der denkmalgeschützten Villa, um dort in einem Skulpturenpark eigene Werke sowie die Werke anderer Künstler auszustellen. Sein Konzept für die Gestaltung des Parks bezieht Cragg aus seinem Naturverständnis und den Erkenntnissen der Naturwissenschaft. Vorbild und Inspiration war der klassische englische Landschaftsgarten und die Kunstrichtung Land Art, die den Skulpturenpark prägen. Cragg ist Gegner einer ästhetischen Dichotomisierung, in der Kultur gegen die Natur ausgespielt wird. Kultur definiert er daher als Second Nature (zweite Natur), als Ergebnis der Evolution und des menschlichen Gestaltungsvermögens. Cragg versucht demnach, den modernen Menschen in die natürliche Ganzheit zurückzuführen. Um dies zu erreichen, entwickelte er ein Präsentationskonzept, in dem Kunst auf drei Arten gezeigt werden kann: Im green cube (cube, Würfel) für die Ausstellung im Freien mit entsprechendem jahreszeitlichen Wechsel des Lichts, der Stimmung und dem Freiraum für die Betrachter, dann den white cube für Kunstwerke, die in einer Halle mit gekalkten Fensterscheiben und in dem dadurch erzeugten diffusen Licht gezeigt werden, und den glass cube (Glaswürfel), eine kubische Halle, in der klare Scheiben Blicke nach draußen sowie einen ungedämpften natürlichen Lichteinfall für die dort ausgestellten Kunstwerke ermöglichen. Die 2017 fertiggestellte ovale Ausstellungshalle im oberen Teil des Parks ist nicht Bestandteil dieses Konzepts.

### Eröffnung des Parks
Eröffnet wurde der Park im September 2008. In einer neu errichteten Ausstellungshalle des Wuppertaler Architekten Rudolf W. Hoppe wurden bislang Werke von Eduardo Chillida, Mario Merz und Jean Dubuffet gezeigt; Werke von John Chamberlain waren ab September 2009 zu sehen.
Als prominente Besucher wurden im Park im August 2009 der damalige NRW-Ministerpräsident Jürgen Rüttgers, der Kulturstaatssekretär Hans-Heinrich Grosse-Brockhoff und der Wuppertaler Oberbürgermeister Peter Jung von Cragg empfangen.

### Gebietstausch und Erweiterung des Parks
2012 erwarb Tony Cragg von der Stadt Wuppertal im Tausch gegen eine jenseits der Buschstraße liegende Waldfläche ein ca. 5 Hektar großes Waldstück südlich des Skulpturenparks, um dort eine Erweiterung des Parks einzurichten. Das alte Wegenetz in dem Waldstück wurde entfernt, und neue Wege wurden in dem nun umzäunten Waldstück eingerichtet. Die Wanderwege, die zuvor durch das Waldstück verliefen, der Wupperweg und der Residenzenweg, mussten dabei verlegt werden. Auf dem Erweiterungsgelände wurde 2013 eine zweite Ausstellungshalle erbaut, die am 20. September 2013 eröffnet werden konnte.
Im Mai 2013 wurde der Skulpturenpark in das Europäische Gartennetzwerk (EGHN) aufgenommen. Zuvor gehörte er schon mehrere Jahre der Straße der Gartenkunst zwischen Rhein und Maas an.
Da das Gebiet um den Skulpturenpark von engen, kurvigen und beidseits bebauten Straßenzügen geprägt ist, bereitet der Transport der Skulpturen gelegentlich Probleme. So musste die 6,5 Tonnen schwere Skulptur „Caldera“, die wie die meisten Skulpturen Craggs in der Düsseldorfer Kunstgießerei-Werkstatt seines Kollegen Karl-Heinz Schmäke hergestellt wurde, Ende Mai 2013 nachts transportiert werden, damit für ein Sonderfahrzeug beide Spuren der benötigten Straßen gesperrt werden konnten.

### Dritte Ausstellungshalle
Eine dritte Ausstellungshalle in runder Form wurde im Oktober 2017 eröffnet. Dieser Bau befindet sich im erweiterten Waldgebiet des Skulpturenparks.

## Die Cragg Foundation
Die Cragg Foundation ist eine gemeinnützige allgemeine Stiftung mit Sitz in Wuppertal. Sie wurde im Jahr 2005 von der Familie Cragg gegründet und am 13. Dezember 2005 rechtlich anerkannt. Im Stiftungsverzeichnis des Landes Nordrhein-Westfalen ist die Cragg Foundation verzeichnet. Die Stiftung wird nach außen durch den Vorstand vertreten, dem Tatjana Cragg als Vorstandsvorsitzende, Tony Cragg als Stellvertretender Vorsitzender sowie Michael Brämer angehören.
Entsprechend ihrem Stiftungszweck „Kunst und Kultur–allgemein“ fungiert die Cragg Foundation als Trägerin des Skulpturenparks Waldfrieden, der von ihr – ähnlich wie das Museum DKM in Duisburg oder die Julia-Stoschek-Collection in Düsseldorf – als privates Museum betrieben wird.

## Werke in der Dauerausstellung (Auswahl)
Zu sehen sind in der Dauerausstellung 59 Skulpturen von Tony Cragg und vielen weiteren Künstlern wie beispielsweise Henry Moore, Jaume Plensa, Thomas Schütte, Richard Deacon, Eva Hild, Bogomir Ecker, Hubert Kiecol, Hede Bühl, Wilhelm Mundt, William Tucker, Joan Miró oder Markus Lüpertz (Stand 2024).
- Tony Cragg
  - Early Forms, 2001
  - Declination, 2004
  - Distant Cousin, 2006
  - Points of View, 2007
  - To the knee, 2008
  - Caldera, 2008
- Henry Moore
  - Die Sitzende, 1957/58
- Thomas Schütte
  - Vater Staat, 2011

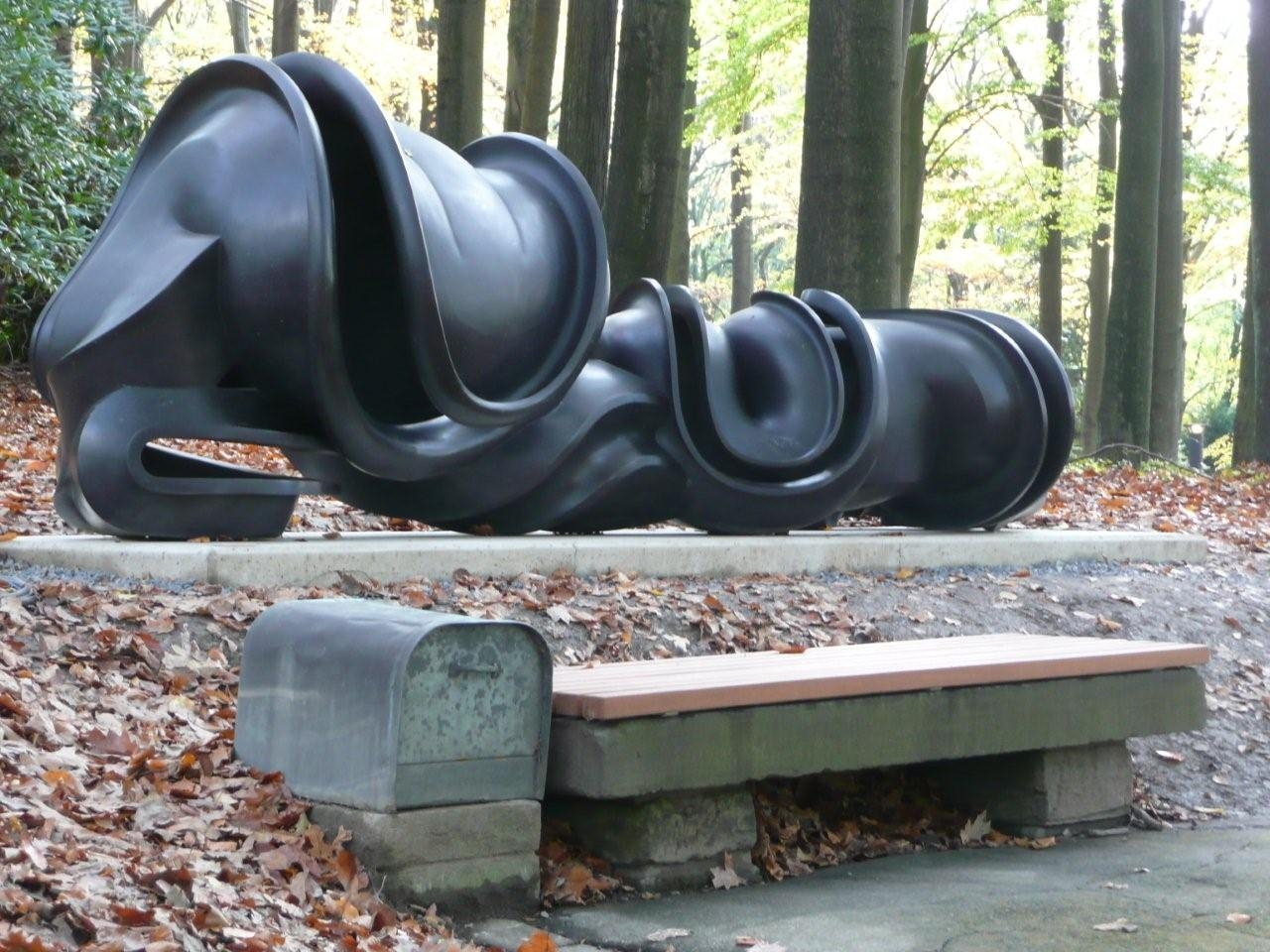
Early Forms (2001)
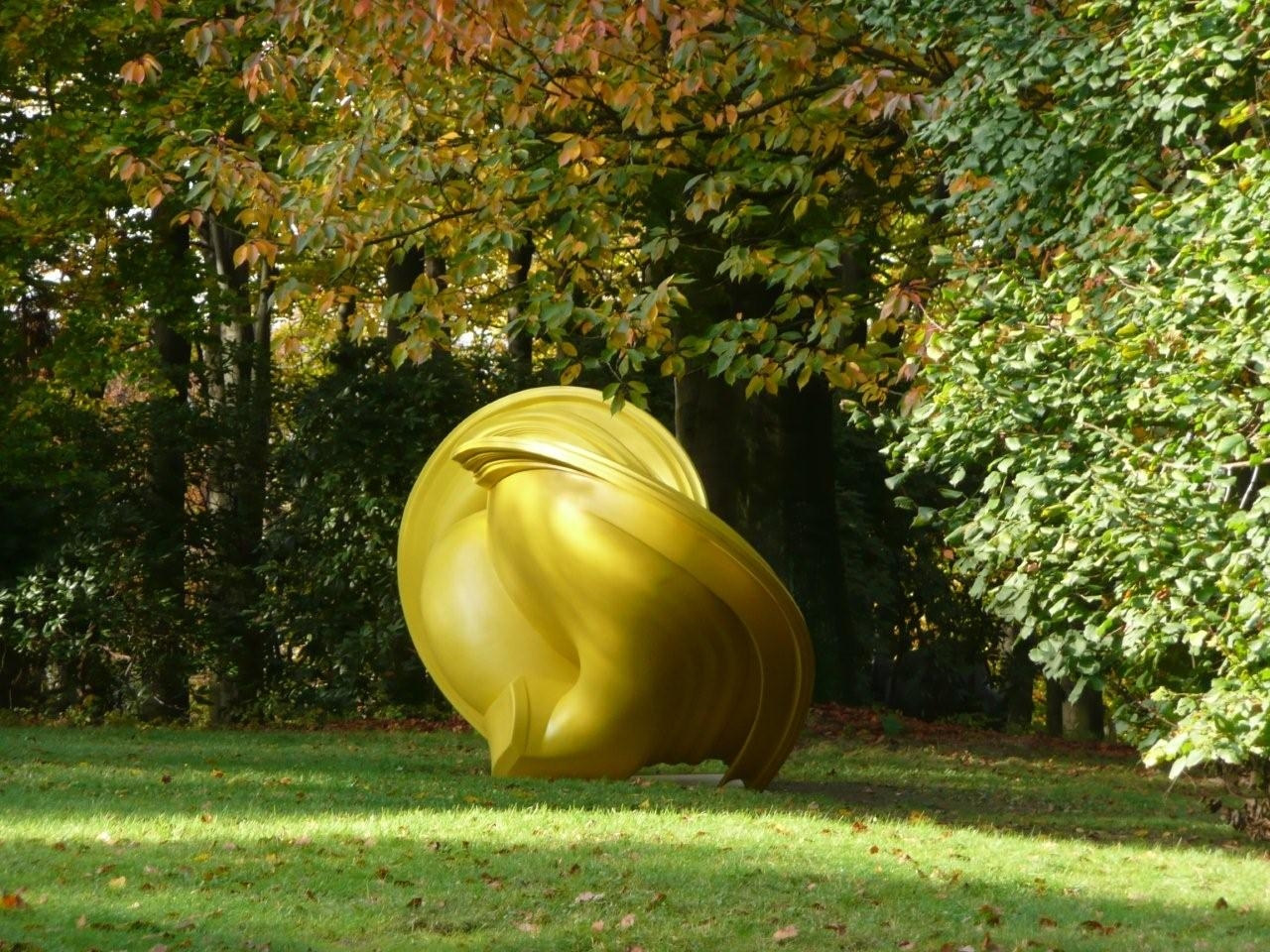
Declination (2004)
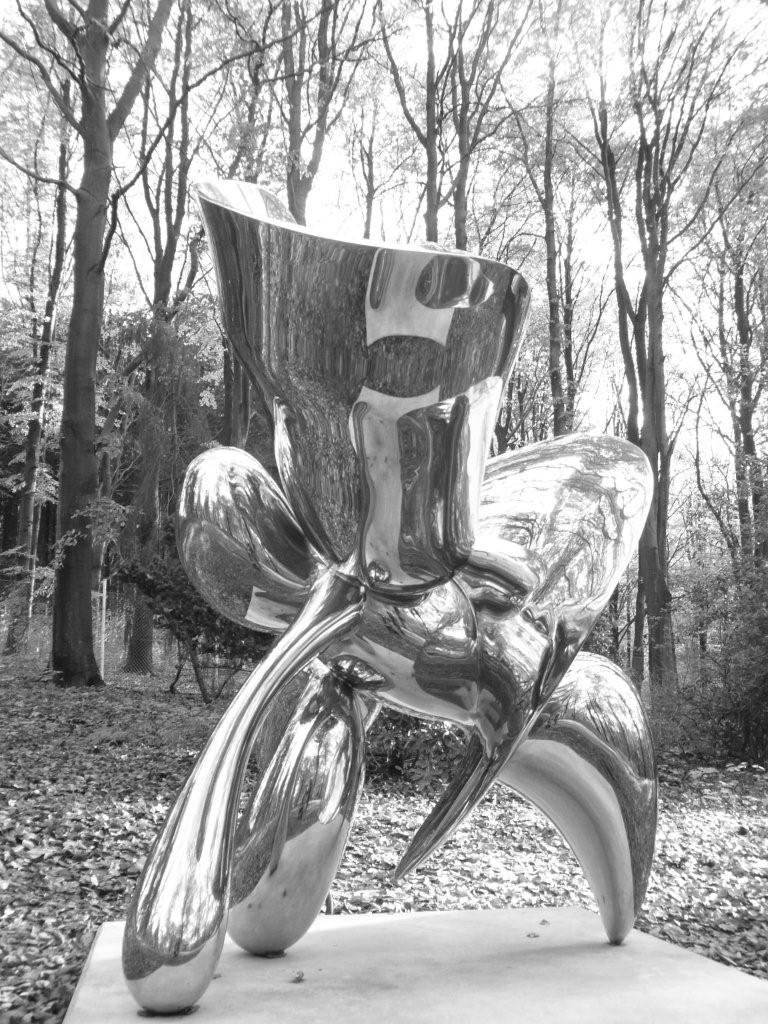
Distant Cousin (2006)
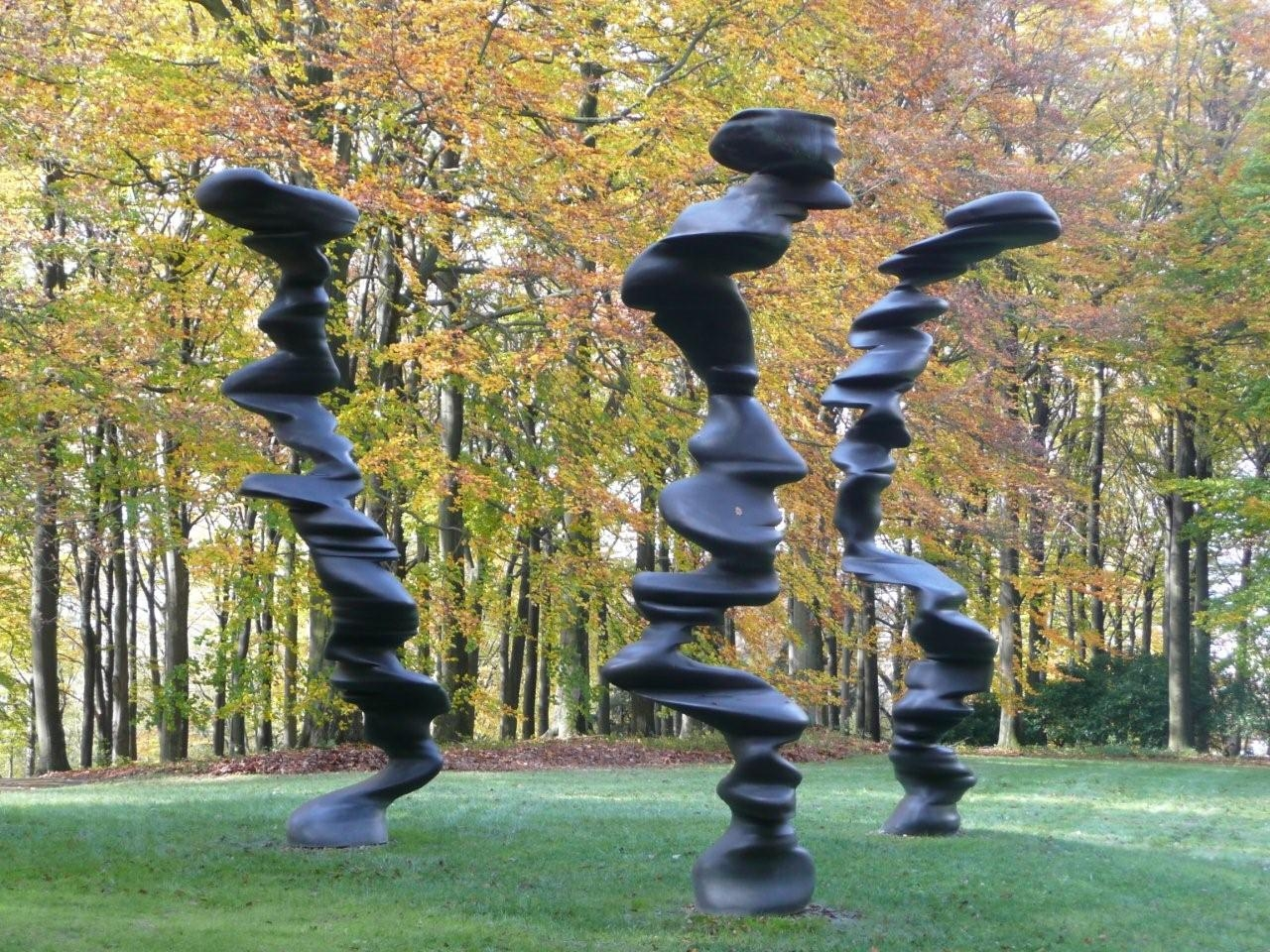
Points of View (2007)
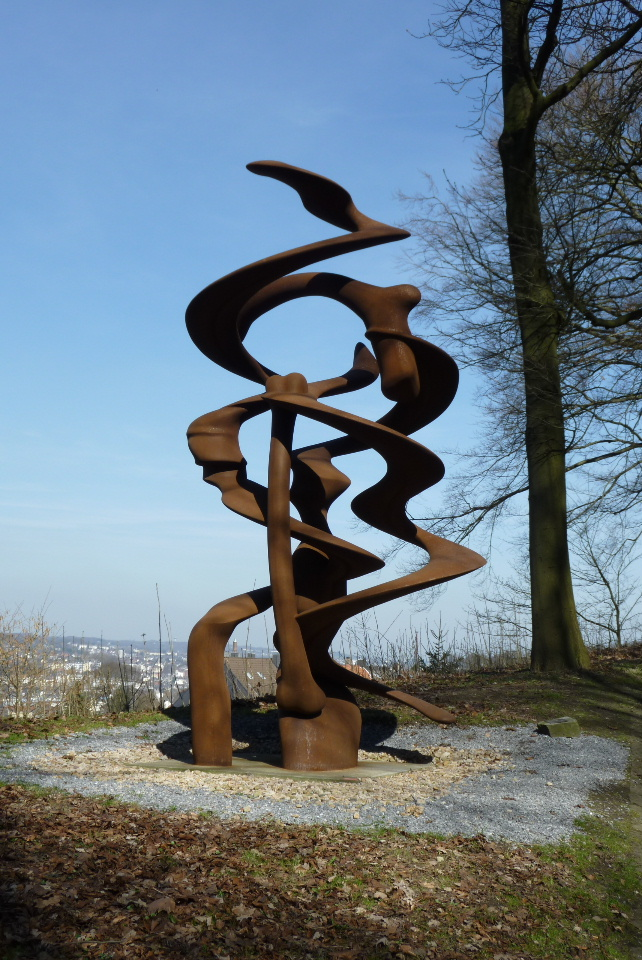
To the knee (2008)
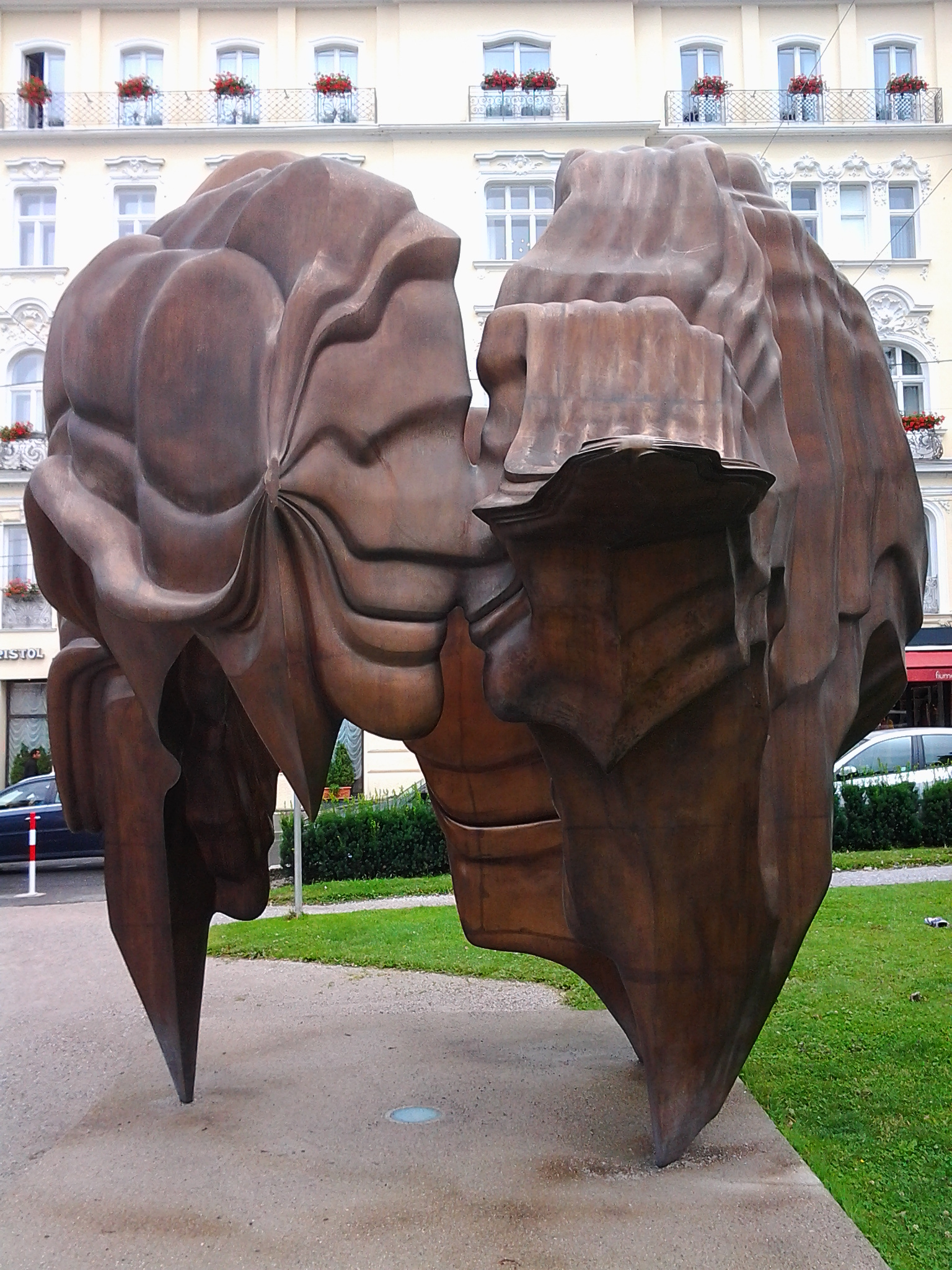
Caldera (2008)

## Veranstaltungen
Neben der Skulpturenausstellung findet zu jeder Jahreszeit ein ergänzendes Veranstaltungsprogramm statt, darunter Konzerte mit dem Schwerpunkt Jazz oder Weltmusik sowie improvisierte Musik. Auch Vorträge, Filme und Führungen werden als Veranstaltungen angeboten, die über vierteljährlich herausgegebene Broschüren publik gemacht werden.

### Sonderausstellungen
Neben der Dauerausstellung im Skulpturenpark gab es in der Vergangenheit jedes Jahr einige temporäre Sonderausstellungen:
- 2008: Mario Merz
- 2008: Eduardo Chillida
- 2009: Tony Cragg – ca. 1990, eine Ausstellung mit Arbeiten aus den späten 1980er und den frühen 1990er Jahren.
- 2009: Jean Dubuffet
- 2009: John Chamberlain
- 2010: Richard Long
- 2010: Tony Cragg – Second Nature
- 2010: Jean Tinguely
- 2011: Norbert Kricke
- 2011: Tony Cragg – Frühwerke
- 2012: Skulpturen und Masken aus Nigeria. In Kooperation mit der Galerie Dierking, Köln
- 2012: Carl Andre
- 2012: Didier Vermeiren
- 2013: Jan Fabre – Chalcosoma: Small Bronzes 2006–2012
- 2013: William Tucker – Skulpturen
- 2013: Harald Klingelhöller – Skulpturen
- 2014: Peter Pabst – „Vorsichtshalber Vorsichtig“, Installationen des Bühnenbildners
- 2014: Jaume Plensa – Skulpturen
- 2014: Stephan Balkenhol – Skulpturen
- 2014: Gereon Lepper – Roaring Forties
- 2015: Bruce Nauman
- 2015: Luise Kimme – Carribean Oak
- 2015: Erwin Wurm – Am I still a house?
- 2015: Lynn Chadwick – Skulpturen
- 2015: Thomas Virnich – Helter Skelter
- 2016: Henry Moore – Plasters
- 2016: Anne und Patrick Poirier – Mnemosyne
- 2017: Mathias Lanfer – Spams
- 2017: Imi Knoebel – Bilder
- 2018/19: Joan Miró – Skulpturen
- 2020/21: Sean Scully – Insideoutside
- 2021/22: Heinz Mack – Skulpturen
- 2022: Wilhelm Mundt – Klumpen
- 2022/23: Anish Kapoor Skulpturen
- 2023/24: Mischa Kuball – Light_Poesis
- 2024: Anthony Caro – Skulpturen
- 2024: Eduardo Paolozzi
- 2025: Peter Buggenhout – umleitung

### „Klangart“

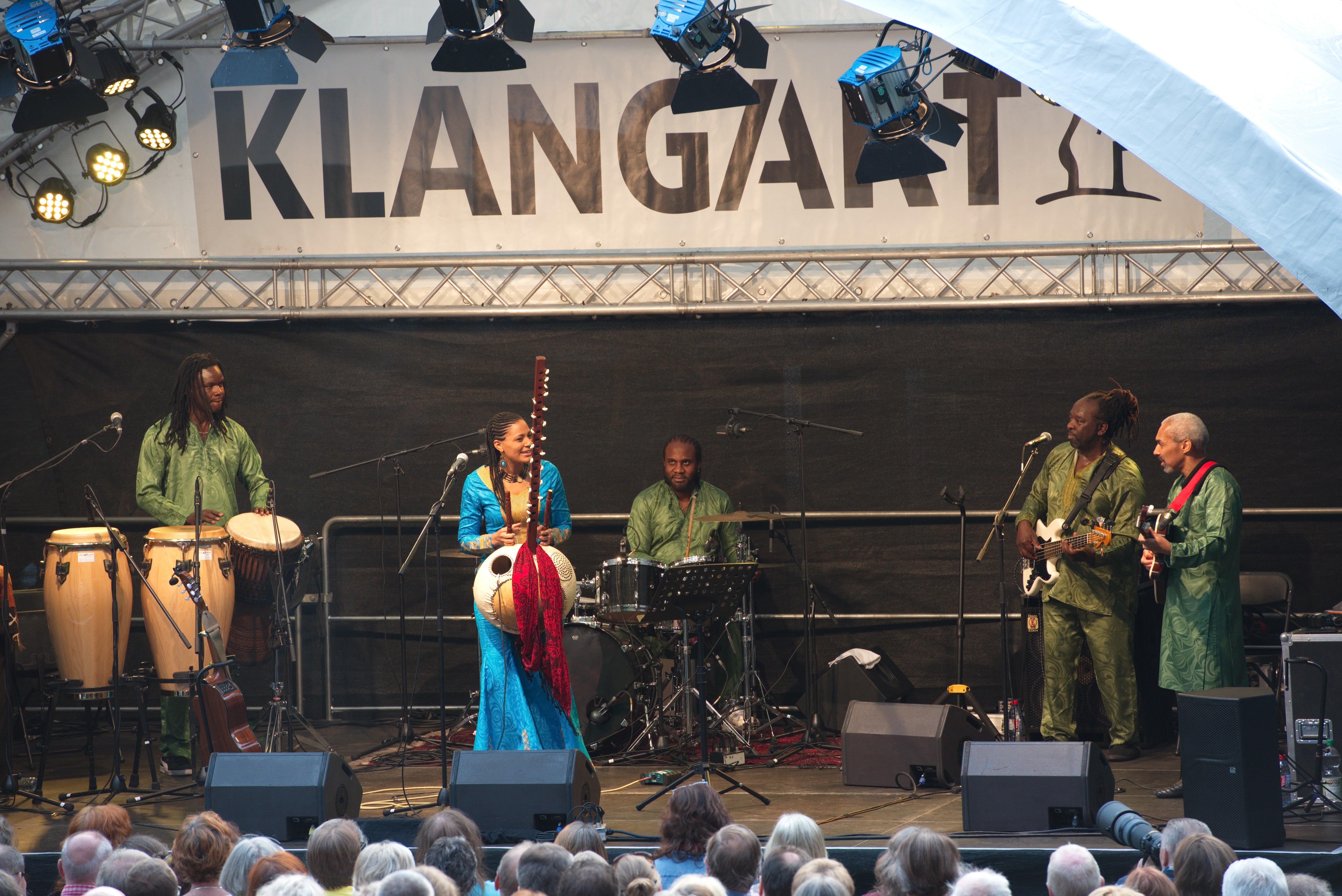
Auftritt von Sona Jobarteh bei „KlangArt“ im August 2016

Seit Februar 2009 findet im Skulpturenpark Waldfrieden unter dem Motto „Kunst. Musik. Natur.“ in der wärmeren Jahreszeit die Veranstaltungsreihe „Klangart“ (Eigenschreibweise: KlangArt) mit mehreren Konzerten international bekannter Musiker statt, die meist als Open-Air- oder Wandelkonzerte durchgeführt werden. „Klangart“ wurde von dem Wuppertaler Kultur- und Medienpädagogen E. Dieter Fränzel initiiert und kuratiert; mittlerweile liegt die Verantwortung bei Maik Ollhoff, und Fränzel wirkt noch beratend mit.
Bisher traten bei „Klangart“ folgende Künstler auf:
- 2009:  „New York – Wuppertal“ im Ausstellungspavillon mit Rob Brown (Saxofon, Flöte) und Dietrich Rauschtenberger (Perkussion)
- 2009:  „Hornology – Dance – Sculptures“ im Ausstellungspavillon mit Arkady Shilkloper (Horn, Alphorn) und Jean-Laurent Sasportes (Tanz)
- 2009:  „Moving Sounds“ im Ausstellungspavillon mit Markus Stockhausen (Trompete) und Tara Bouman (Klarinette)
- 2009:  „Journey“ Openair mit Rabih Abou-Khalil (Oud), Joachim Kühn (Piano, Saxofon) und Jarrod Cagwin (Perkussion)
- 2009:  „Celebrating Jimi Hendrix“ Openair mit Nguyên Lê (Gitarre), Cathy Renoir (Gesang), Linley Marthe (Bass) und Francis Lassus (Schlagzeug)
- 2009:  „Nomad“ Openair mit Ferenc Snétberger (Gitarre), Arild Anderson (Bass) und Paolo Vinaccia (Schlagzeug)
- 2009:  „Mrs Bubble & Bones“ Openair mit Erika Stucky (Gesang, Akkordeon), Bertl Mütter (Posaune), Jon Sass (Tuba) und special guest Arkady Shilkloper
- 2009:  „Linea del Sur“ Openair mit Renaud Garcia-Fons (Bass), Antonio „Kiko” Ruiz  (Gitarre), Pascal Rollandi (Perkussion) und David Venitucci (Akkordeon)
- 2010:  „29 Strings“ im Ausstellungspavillon mit Gunda Gottschalk (Violine), Joëlle Léandre (Kontrabass) und Xu Fengxia (Guzheng)
- 2010:  „Klingende Steine Schwingende Saiten“ im Ausstellungspavillon mit Limpe Fuchs & Zoro Babel (Schlagwerk, Pendelsaiten, Lithophon, Violine)
- 2010:  „Primavera en Salonico“ Openair mit Savina Yannatou (Gesang), Kostas Vomvolos (Kanoun, Akkordeon), Yannis Alexandris (Oud, Gitarre), Kyriakos Gouventas (Violine), Harris Lambrakis (Nay), Michalis Siganidis (Kontrabass) und Kostas Theodorou (Perkussion)
- 2010:  „A Tribute to Charlie Mariano“ Openair mit Bobby Stern (Saxofon), Philip Catherine (Gitarre), Jasper van’t Hof (Piano), Dieter Ilg (Bass) und John Marshall (Schlagzeug)
- 2010:  „Devil Quartet“ Openair mit Paolo Fresu (Trompete), Bebo Ferra (Gitarre), Paolino Dalla Porta (Kontrabass) und Stefano Bagnoli (Schlagzeug)
- 2010:  „Grand mit Vieren“ Openair mit Günter „Baby“ Sommer (Schlagzeug), Barre Phillips (Bass), Manfred Schoof (Trompete) und Gianluigi Trovesi (Klarinette, Saxofon)
- 2010:  Openair mit Soledad
- 2010:  „Duo“ Openair mit Jean-Luc Ponty (Violine) und Wolfgang Dauner (Piano)
- 2011:  „Natural Disorder“ im Ausstellungspavillon mit Rob Brown (Saxofon) und Daniel Levin (Cello)
- 2011:  „Song Dreaming“ im Ausstellungspavillon mit Saadet Türköz (Gesang), Martin Schütz (Cello) und Conny Bauer (Posaune)
- 2011:  „Dedicated to Peter Kowald“ im Ausstellungspavillon mit Irène Schweizer (Piano) und Pierre Favre (Perkussion)
- 2011:  „Afreecanos“ Openair nit dem Omar Sosa Quintet: Omar Sosa (Piano), Leandro Saint-Hill (Saxofon, Flöte, Gesang), Childo Thomas (Elektrischer Bass, Kalimba, Gesang), Mola Sylla (Gesang, M’bira, Xalam) und Marque Gilmore (Schlagzeug, Gesang)
- 2011:  „Celebrating the Mahavishnu Orchestra“ Openair mit dem radio.string.quartet.vienna: Bernie Mallinger, Igmar Jenner (Violine), Cynthia Liao (Viola) und Asja Valčić (Cello)
- 2011:  „Complete Soul“ Openair mit dem Nils Wogram Septet: Nils Wogram (Posaune), Stephan Meinberg (Trompete), Steffen Schorn (Saxofon, Bassklarinette), Claudio Puntin (Klarinette), Tilman Ehrhorn (Saxofon), Frank Speer (Saxofon) und John Schröder (Schlagzeug)
- 2011:  „Celestial Circle“ Openair mit der Marilyn Mazur Group: Marilyn Mazur (Perkussion), John Taylor (Piano), Anders Jormin (Bass) und Josefine Cronholm (Gesang)
- 2011:  „Isla“ Openair mit dem Portico Quartet: Jack Wyllie (Saxofon und Loops), Milo Fitzpatrick (Bass), Nick Mulvey (Hang) und Duncan Bellamy (Schlagzeug)
- 2011:  „Fado Tango“ Openair mit Cristina Branco & Ensemble: Cristina Branco (Gesang), Ricardo J. Dias (Piano, Akkordeon), Bernardo Couto (Portugiesische Gitarre), Carlos Manuel Proença (Gitarre) und Bernardo Moreira (Bass)
- 2012:  „Mandinka“ im Ausstellungspavillon mit Ablaye Cissoko (Kora) und Volker Goetze (Trompete)
- 2012:  „Rebel Woman“ Openair mit Chiwoniso: Chiwoniso Maraire (Mbira, Gesang), Manda Saiza (Mbira, Gesang) und Jacob Mafuleny (Perkussion)
- 2012:  „Bahumat“ Openair mit Hazmat Modine: Wade Schuman (Mundharmonika, Gesang), Bill Barett (Mundharmonika, Gesang), Joseph Daley (Tuba), Pete Smith (Gitarre), Steve Elson (Saxofon, Flöte), Pamela Fleming (Trompete), Michael Gomez (Gitarre) und Richard Huntley (Perkussion)
- 2012:  „Fadista“ Openair mit Ana Moura (Gesang), Custòdio Castelo (Portugiesische Gitarre), José Nunes (Gitarre) und Filipe Rodrigues (Bass)
- 2012:  „Fatou“ Openair mit Fatoumata Diawara
- 2012:  „Jazz goes HipHop“ Openair mit der Squeezeband: Chico Freeman (Saxofon), Dany Martinez (Gitarre), Michel Alibo (Bass), Nino G. (Human Beatbox) und Reto Weber (Schlagzeug, Perkussion)
- 2012:  „Ukuba Noma Unkungabi“ Openair mit Jasper Van’t Hof‘s Pili Pili: Jasper van’t Hof (Keyboards, Piano), Tutu Puoane (Gesang), Tineke Postma (Saxofon), Vasile Dárnea (Violine), Anton Peisakhov (Cello), Nic Thijs (Bass) und Dra Diarra (Perkussion, Kora)
- 2013:  „Impressions Intimes“ im Ausstellungspavillon mit Anja Lechner (Cello) und François Couturier (Piano)
- 2013:  „Yokohama“ im Ausstellungspavillon mit Aki Takase (Klavier) und Louis Sclavis (Klarinette, Bassklarinette, Sopransaxofon)
- 2013:  „Seven Teares, a tribute to John Dowland“ Openair mit Christian Muthspiel (Posaune, Piano, Komposition), Matthieu Michel (Trompete, Flügelhorn), Franck Tortiller (Vibrafon) und Steve Swallow (E-Bass)
- 2013:  „Beatbox meets Jazz“ Openair mit Butterscotch (Vocals, Beatbox, Gitarre, Piano), Rhani Krija (Perkussion) und Claus Fischer (Bass)
- 2013:  „Plugged“ Openair mit dem Avishai Cohen Quartett: Avishai Cohen (E-Bass, Kontrabass, Gesang), Eli Degibri (Saxofon), Nitai Hershkovits (Klavier, Keyboard) und Ofri Nehemya (Schlagzeug)
- 2013:  „Women's Voices“ Openair mit Acoustic Africa: Dobet Gnahoré (Gesang, Percussion), Manou Gallo (Gesang, E-Bass), Kareyce Fotso (Gesang, Gitarre), Aly Keïta (Balafon), Zourmana Diarra (Gitarre) und Boris Tschango (Schlagzeug)
- 2013:  „Matanë Malit“ Openair mit dem Elina Duni Quartett: Elina Duni (Gesang), Colin Vallon (Piano), Patrice Moret (Bass) und Norbert Pfammatter (Schlagzeug)
- 2013:  „Songs of Freedom“ Openair mit dem Nguyên Lê Quintett: Nguyên Lê (Gitarre, Laptop), Himiko Paganotti (Gesang), Illya Amar (Vibrafon, Electronics), Linley Marthe (E-Bass) und Karim Ziad (Schlagzeug)
- 2014:  „Magic Voices“ im Ausstellungspavillon mit dem Eva Quartet: Gergana Dimitrova (Sopran), Sofia Kovacheva (Mezzosopran), Evelina Christova (Alt), Daniela Stoichkova (Contraalt) und Milen Ivanov (Vokal / Chorleiter)
- 2014:  „Conversation“ im Ausstellungspavillon mit Peter Brötzmann (Saxofone, Klarinette) und Steve Noble (Schlagzeug)
- 2014:  „Plays Charles Mingus“ Openair mit der Ulrich Gumpert Workshop Band: Ulrich Gumpert (Piano), Martin Klingeberg (Trompete), Christof Thewes (Posaune), Michael Thieke (Altsaxofon, Klarinette), Henrik Walsdorff (Altsaxofon), Uli Kempendorff (Tenor-, Baritonsaxofon), Jan Roder (Bass) und Michael Griener (Schlagzeug)
- 2014:  „Flamenco Nuevo“ Openair mit Las Migas: Marta Robles (Gitarre), Alicia Grillo (Gitarre), Roser Loscos (Violine) und Alba Carmona (Gesang)
- 2014:  „Prism“ Openair mit dem Dave Holland Quartett: Dave Holland (Bass), Kevin Eubanks (Gitarre), Craig Taborn (Piano) und Eric Harland (Schlagzeug)
- 2014:  „Imaginary“ Openair mit dem Adam Baldych Quartett: Adam Bałdych (Violine), Pawel Tomaszewski (Piano), Michal Baranski (Bass) und Pawel Dobrowolski (Schlagzeug)
- 2014:  „Jama Ko“ Openair mit Bassekou Kouyaté & Ngoni Ba: Bassekou Kouyaté (Ngoni), Aminata Sacko (Gesang), Mamadou Kouyate (Ngoni Bass), Moustafa Kouyate (Ngoniba), Mahamadou Tounkara (Yabara, Tama), Abou Sissoko (Ngoni) und Moctar Kouyate (Calebasse)
- 2014:  „Eternal Voyage“ geplant als Openair, wetterbedingt verlegt in die Börse mit dem Markus Stockhausen Sextett: Rabih Lahoud (Gesang), Dinesh Mishra (Bansuri Flöte), Tara Bouman (Klarinette, Bassklarinette), Florian Weber (Piano), Yonga Sun (Perkussion) und Markus Stockhausen (Trompete, Synthesizer)
- 2014:  „The Mumbai Project“ im Ausstellungspavillon mit Jarry Singla & Eastern Flowers: Jarry Singla (Piano, Indian Harmonium), Ramesh Shotham (Perkussion, Gesang), Christian Ramond (Bass), Sanjeev Chimmalgi (Gesang), Pratik Shrivastav (Sarod) und Vinayak Netke (Tabla)
- 2015:  „European‑New York Quartet“ im Ausstellungspavillon mit Gunter Hampel (Vibrafon, Bassklarinette, Flöte), Johannes Schleiermacher (Saxofon, Flöte), Bernd Oezsevim (Schlagzeug) und Cavana Lee Hampel (Vocal)
- 2015:  „La Strada invisibile“ im Ausstellungspavillon mit Rita Marcotulli (Piano) und Luciano Biondini (Akkordeon)
- 2015:  „Maestro de Cuerdas“ im Ausstellungspavillon mit Edmar Castañeda (Harfe), Andy Hunter (Posaune) und Rodrigo Villalo (Schlagzeug)
- 2015:  „Introducing“ Openair mit Marialy Pacheco Trio & Joo Kraus: Marialy Pacheco (Piano), Juan Camilo Villa (Bass), Miguel Altamar (Schlagzeug) und Joo Kraus (Trompete)
- 2015:  „Afrodiziak“ Openair mit Khalifé Schumacher Tristano: Francesco Tristano (Piano), Pascal Schumacher (Vibrafon) und Bachar Khalifé (Perkussion)
- 2015:  „Tribe“ Openair mit Enrico Rava Quintett feat. Gianluca Petrella: Enrico Rava (Trompete), Gianluca Petrella (Posaune), Giovanni Guidi (Piano), Gabriele Evangelista (Bass) und Fabrizio Sferra (Schlagzeug)
- 2015:  „L'african jazzy-soul“ Openair mit Gasandji & Band: Gasandji (Gesang & Gitarre), Koto Brawa (Perkussion & Gesang), Abdoulaye Kouyate (Gitarre & Gesang) und Dramane Dembele (Flöte)
- 2015:  „Sephardic Diva“ Openair mit Mor Karbasi & Band: Mor Karbasi (Gesang), Joe Taylor (Spanische Gitarre, E-Gitarre), Yaron Stavi (Bass) und Amir Wahba (Perkussion)
- 2015:  „Unpolished brains“ Openair mit Hildegard lernt fliegen: Andreas Schaerer (Komposition, Gesang, Human Beatbox), Christoph Steiner (Schlagzeug, Marimba, Schreibmaschine), Matthias Wenger (Saxofon, Flöte), Marco Müller (Kontrabass), Andreas Tschopp (Posaune) und Benedikt Reising (Saxofon, Bassklarinette)
- 2015:  „Songs for Kommeno“ Openair mit Günter Baby Sommer feat. Savina Yannatou: Savina Yannatou (Gesang), Floros Floridis (Saxofon, Klarinette), Evgenios Voulgaris (Yayli Tanbur, Oud), Spilios Kastanis (Bass) und Günter „Baby“ Sommer (Schlagzeug, Perkussion)
- 2016:  „Ritual Groove Music“ Openair mit Nik Bärtsch´s Ronin: Nik Bärtsch (Piano, Fender Rhodes, Komposition), Sha (Altsaxofon, Bassklarinette), Kaspar Rast (Schlagzeug) und Thomy Jordi (Bass)
- 2016:  „Myriad Road“ Openair mit Natacha Atlas: Natacha Atlas (Gesang), Samy Bishai (Violine, musikalische Leitung), Alcyona Mick (Piano), Justin Woodward (Schlagzeug), Hayden Powell (Trompete) und Andy Hamill (Bass)
- 2016:  „Von Gräsern und Wolken“ Wandelkonzert mit Badamkhand Samdandamba (Gesang), Badamkhorol Samdandamba (Gesang), Bat-Otgon Samdandamba (Gesang), Gunda Gottschalk (Violine) und Ute Völker (Akkordeon)
- 2016:  „Emily's D+Evolution“ Openair mit Esperanza Spalding: Esperanza Spalding (Gesang, Bass), Shawna Corso (Gesang), Emily Elbert (Gitarre, Gesang), Corey King (Keyboard), Matthew Stevens (Gitarre) und Justin Tyson (Schlagzeug)
- 2016:  „UP“ Openair mit der The Stanley Clarke Band: Stanley Clarke (Bass), Beka Gochiashvili (Piano, Keyboards), Michael Mitchell (Schlagzeug) und Cameron Graves (Keyboards)
- 2016:  „Fasiya“ Openair mit Sona Jobarteh: Sona Jobarteh (Kora, Gesang, Gitarre), Derek Johnson (Gitarre), Westley Joseph (Schlagzeug), Mamadou Sarr (Perkussion) und Andi McLean (Bass)
- 2016:  „Six, Alps & Jazz“ Openair mit Matthias Schriefl: Matthias Schriefl (Trompete, Flügelhorn, Alphorn u. a., Stimme), Michael Engl (Tuba, Alphorn u. a., Stimme), Florian Trübsbach (Saxofon, Klarinette, Oboe, Flöte, Stimme), Alex Morsey (Bass, Tuba, Stimme), Gregor Bürger (Saxofon, Klarinette, Stimme), Peter Heidl (Flöte, Saxofon, Klarinette, Stimme) und Wiggerl Himpsl (Horn, Alphorn, Perkussion, Stimme)
- 2016:  „Wandelkonzert“ mit Mitch Heinrich (Stimme), Tom Arthurs (Trompete), Paul Hubweber (Posaune), Carl Ludwig Hübsch (Tuba), Simon Rummel (Melodica, Bratsche, Stimme), Sabine Akiko Ahrend (Violine), Michael Hablitzel (Cello), Sebastian Gramss (Kontrabass), Tobias Hoffmann (Gitarre, Banjo) und Bodek Janke (Perkussion)
- 2017:  „Wandelkonzert“ mit Simin Tander (Stimme), Lutz Streun (Bassklarinette, Tenorsaxophon), Leonhard Huhn (Saxophon, Querflöte), Norbert Stein (Tenorsaxophon), Zhao Chanyuan (Guzheng), Florian Stadler (Akkordeon), Elisabeth Coudoux (Cello), Pascal Niggenkemper (Kontrabass), Maik Ollhoff (Schlagzeug / Perkussion), Etienne Nillesen (Schlagzeug / Perkussion)
- 2017:  „My Foolish Heart“ Openair mit Ralph Towner (Gitarre)
- 2017:  „Überjam“ Openair mit John Scofield (Gitarre), Avi Bortnick (Rhythmusgitarre & Sampler), Andy Hess (Bass), Dennis Chambers (Schlagzeug)
- 2017:  „El Viaje“ Openair mit Harold López-Nussa (Piano) + Trio
- 2017:  „World Sinfonia“ Openair mit Al Di Meola (Gitarre), Peo Alfonsi (Gitarre), Peter Kaszas (Schlagzeug)
- 2017:  „Sensitive Skin“ Openair mit Kimmo Pohjonen (Akkordeon, Electronics, Stimme), Inka Pohjonen (Gitarre, Electronics, Gesang), Saana Pohjonen (Schlagzeug, Gesang)

### „Tonleiter“
Ebenfalls seit 2009 findet im Glaspavillon des Skulpturenparks jährlich die Veranstaltungsreihe „Tonleiter“ mit Konzerten Zeitgenössischer Musik statt. Künstlerischer Leiter dieser Konzertreihe, die auf eine Anregung Tony Craggs hin entstand, ist der Klarinettist Gerald Hacke, ein Mitglied des Sinfonieorchesters Wuppertal.

## Auszeichnungen
- 20??: Aufnahme in die Straße der Gartenkunst zwischen Rhein und Maas
- 2009: Wuppertaler Wirtschaftspreis, in der Kategorie „Stadtmarketingpreis“
- 2013: Aufnahme in das Europäische Gartennetzwerk (EGHN)